# Retrocompatibilitat
La retrocompatibilitat, també anomenada compatibilitat cap enrere o regresiva (de l’anglès backward compatibility) és una propietat d’un sistema, producte o tecnologia que permet la interoperabilitat amb un sistema heretat, o amb una entrada dissenyada per a aquest sistema, especialment en telecomunicacions i informàtica.
La modificació d’un sistema d’una manera que no permeti la retrocompatibilitat s’anomena com a "trencar la retrocompatibilitat" (de l’anglès “breaking backward compatibility).

Un concepte complementari és la compatibilitat cap endavant. Un disseny que és compatible cap endavant o cap amunt normalment sol tenir un full de ruta per a la compatibilitat amb futurs productes i estàndards.

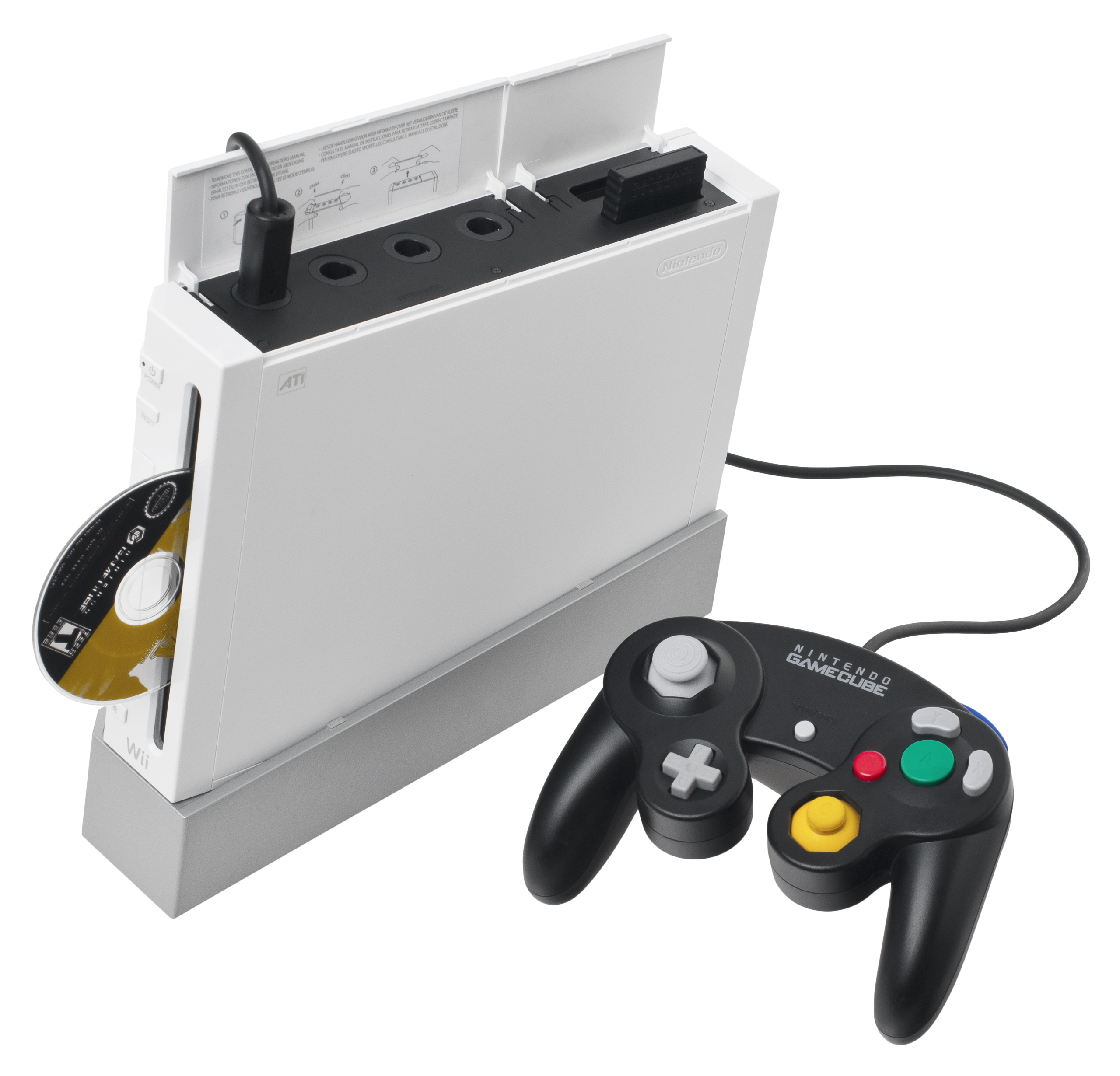
La successora de GameCube, la Wii, utilitza la retrocompatibilitat amb la possibilitat de jugar a jocs dissenyats per al seu predecessor i donar suport als seus comandaments heretats. Totes les consoles portàtils de Nintendo, a més de la Nintendo Switch i la Nintendo DSi, després de la Game Boy tenen almenys un model que és retrocompatible amb el seu predecessor.

## Usos

### En maquinari
Un exemple senzill d’ambdós retrocompatibilitat i compatibilitat cap endavant és la introducció de la ràdio FM en estèreo. La ràdio FM era inicialment de so monofònic, amb un sol canal d’àudio representat per un senyal elèctric. Amb la introducció de la ràdio FM estèreo de dos canals, molts oients només tenien receptors mono. La compatibilitat cap endavant pels receptors mono amb senyals estèreo es va aconseguir enviant la suma dels canals d’àudio esquerre i dret en un sol senyal i la diferència en un altre senyal. Això permet als receptors de FM mono rebre i descodificar el senyal de suma ignorant el senyal de diferència, que només és necessari per separar els canals d’àudio. Els receptors de FM estèreo poden rebre un senyal mono i descodificar-lo sense necessitat d’un segon senyal, i poden separar un senyal de suma als canals esquerre i dret si es reben els senyals de suma i de diferència. Sense el requisit de retrocompatibilitat, s’hauria pogut escollir un mètode més simple.
La retrocompatibilitat total és especialment important en les arquitectures de conjunts d’instruccions d’ordinador, essent la família de microprocessadors x86 una de les més exitoses. La seva retrocompatibilitat total es remunta als processadors Intel 8086/8088 de 16 bits introduïts el 1978. (Els 8086/8088 es van dissenyar, al seu torn, tenint en compte la fàcil traducció automàtica dels programes escrits per al seu predecessor, encara que no eren compatibles en quant a conjunt d’instruccions amb el processador Intel 8080 de 8 bits com els de 1974. El Zilog Z80, però, era totalment compatible amb l’Intel 8080.) Els processadors totalment compatibles poden processar les mateixes instruccions de programari executable binari que els seus predecessors, permetent l’utilització d’un processador més nou sense haver d’adquirir noves aplicacions o sistemes operatius. De la mateixa manera, l’èxit de l'estàndard de comunicació digital Wi-Fi s’atribueix a la seva àmplia retrocompatibilitat i compatibilitat cap endavant; es va fer més popular que d'altres estàndards que no eren retrocompatibles.

### En programari
La retrocompatibilitat d’un compilador, pot fer referència a la capacitat d’un compilador d’una versió més nova del llenguatge de programació per acceptar programes o dades que funcionaven amb la versió anterior.
Es diu que un format de dades és retrocompatible amb el seu predecessor si tots els missatges o fitxers vàlids amb el format antic encara romanen vàlids, conservant el seu significat, amb el nou format.

#### Videojocs
Els primers casos de retrocompatibilitat en videojocs van arribar a través de complements de consola. La biblioteca de l'Atari 2600 es pot jugar també a l'Atari 5200 que és el seu successor directe, així com els competidors Intellvision i ColecoVision ho fan d’aquesta manera. La Sega Genesis i la Sega Game Gear poden reproduir jocs de la Sega Master System, la predecessora de la Sega Genesis, mitjançant un complement especial.
La primera consola que admet àmpliament la retrocompatibilitat sense maquinari addicional és l'Atari 7800 de tercera generació, que podria reproduir uns 2600 jocs. Les tres consoles portàtils de cinquena generació les quals els seus noms acaben amb la paraula “Color” (Game Boy Color, Neo Geo Pocket Color i WonderSwan Color) són retrocompatibles amb les que s’anomenen igual sense aquesta paraula (Game Boy, Neo Geo Pocket i la WonderSwan), i totes les portàtils de Nintendo posteriors a la Game Boy tenen almenys un model que és retrocompatible amb el seu predecessor immediat. Quan Sega planejava deixar el mercat del hardware, el president Isao Okawa va concretar una proposta al president de Microsoft, Bill Gates, per incorporar la Dreamcast dins de la seva propera Xbox de Microsoft. Les negociacions es van dissipar degut a l’accés a internet: L’Okawa va considerar-ho essencial, però Bill Gates no ho va proporcionar. La PlayStation 2 i PlayStation 3 són retrocompatibles amb la PlayStation original, i els primers models de PS3 amb l'Emotion Engine instal·lat poden reproduir els jocs de PS2. Els dos primers successors seqüencials de la Xbox original, la Xbox 360 i la Xbox One, poden suportar una part dels jocs llançats per als seus respectius predecessors immediats mitjançant emulació, encara que alguns jocs de Xbox compatibles poden no funcionar correctament a Xbox 360. Els dos successors basats en discs seqüencials de GameCube, la Wii i la Wii U, poden reproduir jocs llançats per als seus respectius predecessors immediats i també suportar els seus controladors, encara que les revisions posteriors del model de Wii no són compatibles amb les versions anteriors. La PlayStation 5 i la Xbox Series X/S poden reproduir gairebé tots els jocs dissenyats per als seus respectius predecessors immediats, PlayStation 4 i Xbox One, i fins i tot poden optimitzar el seu rendiment.

## Avantatges i desvantatges

### Beneficis
Hi ha diversos incentius perquè una empresa implementi la retrocompatibilitat. La retrocompatibilitat es pot utilitzar per preservar el programari antic que d'altra manera s'hauria perdut quan un fabricant decideix deixar de donar suport al maquinari més antic. Els videojocs clàssics són un exemple habitual que s'utilitza quan es posa a debat el valor de donar suport a programari antic. L'impacte cultural dels videojocs és una gran part del seu èxit continuat, i alguns creuen que ignorar la retrocompatibilitat provocaria que aquests títols desapareguessin. La retrocompatibilitat també actua com un atractiu comercial addicional per al nou maquinari, ja que molts dels jugadors dels sistemes anteriors poden actualitzar-se de manera més assequible a les generacions posteriors d'una consola. Això també ajuda a compensar la manca de contingut en el llançament anticipat de nous sistemes, ja que els usuaris poden jugar tota la biblioteca de jocs de la consola anterior mentre els desenvolupadors transicionen lentament al nou maquinari.
Un exemple d'això és la PlayStation 2 (PS2) de Sony, que era compatible amb els jocs del seu predecessor PlayStation (PS1). Tot i que la selecció de jocs de PS2 disponibles en el llançament era petita, les vendes de la consola van ser, no obstant això, altes el 2000-2001 gràcies al gran repertori de jocs de la PS1 anterior. Això va permetre a la PS2 fer temps per fer créixer una gran base de jugadors i als desenvolupadors de llançar jocs de PS2 de més qualitat per a la decisiva temporada de vacances del 2001.
A més, i tot i no ser inclòs en el llançament, Microsoft va incorporar lentament la retrocompatibilitat per a títols selectes de la Xbox One durant diversos anys en el cicle de vida del seu producte. Els jugadors han acumulat més de mil milions d'hores amb jocs compatibles amb versions anteriors a Xbox, i la nova generació de consoles com PlayStation 5 i Xbox Series X/S també admeten aquesta funció. Una gran part de l'èxit i la implementació d'aquesta característica és que el maquinari de les consoles de nova generació és prou potent i semblant als sistemes heretats perquè els títols antics es puguin desconstruir i reconfigurar per executar-se a la Xbox One. El programa de retrocompatibilitat no només admet la generació anterior de Xbox 360, sinó també títols del sistema Xbox original. Fins i tot, alguns títols reben lleugeres millores visuals i nivells addicionals sense cap cost per a l'usuari. Aquest programa ha demostrat ser increïblement popular entre els jugadors de Xbox i va en contra de la tendència recent de remasteritzacions de títols clàssics, creant el que alguns creuen que és un canvi important en les estratègies dels fabricants de consoles.

### Costos
El costos reals de proporcionar suport a programari antic són considerats un gran inconvenient per a l'ús de la retrocompatibilitat. Els costos associats a la retrocompatibilitat esdevenen una llista més llarga de materials si cal maquinari per donar suport als sistemes heretats; augment de la complexitat del producte que pot comportar un temps més llarg de comercialització, entrebancs tecnològics i una innovació alentida; i augmentar les expectatives dels usuaris en termes de compatibilitat. A causa d'això, diverses consoles van optar per eliminar gradualment la retrocompatibilitat cap al final de la generació deguda per reduir els costos i revitalitzar lleugerament les vendes abans de l'arribada del maquinari més nou.
Un exemple notable és la Sony PlayStation 3, ja que la primera iteració de PS3 va ser cara de fabricar en part a causa de la inclusió de l'Emotion Engine de la PS2 anterior per tal de poder executar jocs de PS2, atès que l'arquitectura de la PS3 era completament diferent de la de PS2. Les revisions posteriors del maquinari de la PS3 han eliminat l'Emotion Engine, ja que estalviava costos de producció alhora que eliminava la possibilitat d'executar títols de PS2, perquè Sony va descobrir que la compatibilitat amb versions anteriors no era un punt de venda important per a la PS3 com en canvi sí ho era amb la PS2. El principal competidor de la PS3, la Microsoft Xbox 360, va adoptar un enfocament diferent de la retrocompatibilitat utilitzant l'emulació de programari per executar jocs des de la primera Xbox.
No obstant això, amb el descens actual de les vendes de jocs físics i l'augment de les botigues digitals i les descàrregues, es creu que la retrocompatibilitat aviat quedarà tan obsoleta com les consoles que la suporten. Moltes desenvolupadores de videojocs estan remasteritzant i tornant a llançar els seus títols més populars millorant la qualitat dels gràfics i afegint contingut nou. Aquests remasters han tingut èxit atraient tant a jugadors nostàlgics que recorden haver gaudit de les versions originals quan eren més joves, com als nouvinguts que potser no tenien el sistema original en què es va llançar. Per a la majoria dels consumidors, les remasteritzacions digitals són més atractives que dependre de cartutxos voluminosos i maquinari obsolet. Per als fabricants de consoles, els rellançaments digitals de títols clàssics són un gran benefici. No només elimina els inconvenients financers de donar suport al maquinari més antic, sinó que també trasllada tots els costos d'actualització del programari als desenvolupadors. El fabricant obté una nova incorporació al seu sistema amb un fort reconeixement, i l'estudi no ha de desenvolupar completament un joc des de zero. Oficialment llicenciades, les variacions tipus "plug and play mini" de consoles clàssiques, amb jocs clàssics integrats, també s'han tornat més habituals en els últims anys, de la mà d’empreses com Sony, Sega i Nintendo.